# Прапор Семенівки
Пра́пор Семе́нівки затверджений 23 травня 1996 р. рішенням VI сесії Семенівської міської ради XXII скликання.

## Опис
Прямокутне полотнище зі співвідношенням сторін 2:3 розділене трьома рівновеликими горизонтальними смугами — синьою, малиновою і зеленою. На верхніх двох смугах біля древка синій щиток у жовтому лавровому вінку, обтяженому згори червоним колом із трьома чорними хрестами (один і два); на щитку жовтий козак із самопалом.
Комп'ютерна графіка — В. М. Напиткін.